# The Twin Sister
The Twin Sister é um filme de comédia mudo produzido nos Estados Unidos em 1915, dirigido por Arthur Hotaling e com atuação de Oliver Hardy.